# 40.ª Brigada Mixta (Ejército Popular de la República)
La 40.ª Brigada Mixta fue una de las Brigadas Mixtas creadas por el Ejército Popular de la República para la defensa de la Segunda República Española durante la guerra civil española. Estuvo presente en el Frente de Madrid durante toda la guerra, donde su actividad destacó por la ausencia de combates y una guerra de trincheras.

## Historial
La Brigada se formó 26 de noviembre de 1936 en el Frente de Madrid  a base de la columna del teniente coronel Antonio Ortega Gutiérrez de la 19.ª Comandancia de la Carabineros (destinado en Guipúzcoa) y destacado jefe en la primera fase de la Guerra en el Norte. La brigada ocupó el sector del Frente de Madrid que iba desde la calle Isaac Peral hasta la tapia del Ferrocarril del Norte, en el extremo del Parque del Oeste. Fue formada sobre la base de los batallones 157.º Córdoba, 158.º Milicias Vascas, 159.º 1º de Mayo y 160.º Comuneros de Castilla. El último día de 1936 quedó incorporada finalmente a la 7.ª División del Coronel Prada.
Durante el mes de diciembre la Brigada rechazó los ataques que organizó el enemigo en el Parque del Oeste, destacando la defensa del Monumento a los Héroes de las Guerras Coloniales. Entre el 13 de enero y el 29 de enero los batallones Comuneros, Córdoba, y 1º de Mayo reconquistaron la mayor parte del Parque del Oeste, mientras que el batallón Milicias Vascas ocupó las oficinas de la Junta Constructora de la Ciudad Universitaria. En febrero y marzo la brigada protagonizó varios ataques a la Fundación del Amo, el Instituto de Higiene y el Instituto del Cáncer, que no obtuvieron ningún resultado tangible a pesar de las fuertes bajas. 
En abril de 1937 la Brigada pasó a ocupar el frente entre la calle Fernández de los Ríos y el río Manzanares a la altura del Palacete de la Moncloa, es decir, toda la Ciudad Universitaria. En este frente permaneció el resto de la guerra, participando en la dura guerra de minas que lo caracterizó. Esta situación seguiría hasta 1939, cuando intervino en la Sublevación de Casado y se alineó a favor del Coronel Casado. Pero el 27 de marzo de 1939, al rendirse las fuerzas republicanas del Frente de Madrid, la 40.ª Brigada Mixta dejó de existir.

## Mandos
Comandantes en Jefe
Durante toda la guerra en el mando de la Brigada se sucedieron:
- Mayor de milicias Antonio Carrasco Escobar
- Mayor de milicias Ángel Rillo Ruiz
- Mayor de milicias Modesto Gil García
- Mayor de milicias Juan Acosta Manzano

Comisarios
- Como Comisarios de la Brigada actuaron Ignacio Rodríguez García e Isaías Rosales Marcos, ambos pertenecientes al PSOE.[1]